# Louis Bromfield
Louis Bromfield   (Mansfield, 27 de desembre de 1896 - Columbus, 18 de març de 1956) va ser un escriptor i conservacionista nord-americà.
Un novel·lista d'èxit a la dècada de 1920, es va reinventar com a granger a finals dels anys 30 i es va convertir en un dels primers defensors de l'agricultura sostenible i ecològica als Estats Units. Va guanyar el Premi Pulitzer de Novel·la el 1927 per Early Autumn, va fundar la granja experimental Malabar prop de Mansfield (Ohio), i va tenir un paper important en els primers moviments ecologistes.
Com a novel·lista va ser comparat amb escriptors de la seva generació com Francis Scott Fitzgerald, James Thurber o John Steinbeck.

## Biografia
Bromfield va néixer en una granja d'Ohio. Entre 1939 i 1956 va viure en una granja propera a la població de Lucas, al comtat de Richland. Aquesta granja va ser un lloc molt visitat pels amics, personalitats de la cultura; s'hi van casar Humphrey Bogart i Lauren Bacall.

### Joventut i carrera literària
Va estudiar agricultura al Cornell Agricultural College (1914-1915), i periodisme a la Universitat de Colúmbia (1916).
El 1917, quan Estats Units va entrar a la Primera Guerra Mundial, es va unir al "Cos d'Ambulancies nord-americana" i va prestar servei des de 1917 a 1919. Va rebre per això la Creu de Guerra (Itàlia) i la Legió d'Honor (França).
De tornada als Estats Units, es va instal·lar a Nova York, on va treballar com a reporter.
El 1921 es va casar amb Mary Appleton Wood, una socialista novaiorquesa, filla d'un advocat prestigiós. Amb Mary Appleton Wood va tenir tres filles, Ann Bromfield, Hope Bromfield i Ellen Bromfield.
Va publicar el 1924 la seva primera novel·la, The Green Bay Tree, que va tenir un èxit immediat. Dos anys després, va guanyar el premi Pulitzer amb Early Autumn. Tots els seus llibres van aconseguir gran popularitat, especialment aquells que van tenir adaptacions cinematogràfiques, com The Rains Came o Mrs Parkington.

### Reformador agrícola
Després d'haver viscut durant una dècada a França, va tornar als Estats Units i es va instal·lar el 1938 a Ohio, on va posar en pràctica els seus principis sobre l'agricultura sostenible a la granja Malabar (Malabar Farm). Va continuar escrivint obres de ficció, però també estudis i assajos i la seva reputació i influència com a conservacionista i granger va anar creixent.
Malabar Farm té la consideració de State Park (Parc Estatal) i segueix funcionant amb la filosofia de Bromfield gràcies a la donació de la filantropa Doris Duke Woods perquè l'explotació es mantingués després de la mort de Bromfield.
A la dècada de 1980, Bromfield va ser elegit en forma pòstuma per figurar a l'Ohio Agricultural Hall of Fame i el desembre de 1996, quan es commemorava el centenari del seu naixement, es va inaugurar un bust seu a la ciutat de Reynoldsburg (Ohio). La filla de Bromfield, Ellen Bromfield Geld, va dirigir Malabar Farm amb el propòsit de divulgar la tasca del seu pare al camp de la innovació agrícola.